# Jala Gangnus

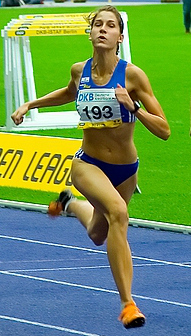
Jala Gangnus beim ISTAF 2006 in Berlin

Jala Gangnus (* 5. September 1986 in Lüneburg) ist eine ehemalige deutsche Sprinterin. 

## Sportliche Karriere
Jala Gangnus galt als großes Sprinttalent. 2005 wurde sie über 200 Meter U20-Vizeeuropameisterin und 2006 Deutsche Meisterin. Mit der Staffel der LG Weserbergland gewann sie 2007 und 2008 Gold bei den Deutschen Meisterschaften über 4-mal 100 Meter, bei den Deutschen Hallenmeisterschaften 2006 und 2007 Gold über 4-mal 200 Meter. 2006 nahm sie an den Europameisterschaften in Göteborg teil, wo sie bei der Eröffnungsfeier die deutsche Fahne trug. Über 200 Meter erreichte sie hier das Halbfinale. Aufgrund von mehreren Verletzungen beendete sie 2010 mit nur 24 Jahren ihre Karriere.

## Persönliche Bestleistungen
- 100 Meter: 11,61 Sekunden, 29. Juli 2005 in Braunschweig
- 200 Meter: 23,24 Sekunden, 30. Juli 2006 in Nürnberg
- 200 Meter (Halle): 23,71 Sekunden, 17. Februar 2007 in Leipzig

## Leistungsentwicklung
|      | 100 m   | 200 m   |
| ---- | ------- | ------- |
| 2001 | 12,49 s |         |
| 2002 | 12,17 s | 25,09 s |
| 2003 | 12,81 s | 26,58 s |
| 2004 | 12,11 s | 24,65 s |
| 2005 | 11,61 s | 23,38 s |
| 2006 | 11,71 s | 23,24 s |
| 2007 | 11,87 s | 24,04 s |
| 2008 | 11,99 s | 24,03 s |

## Vereine
- LG Nordheide (seit 2001)
- LG Weserbergland (seit 2006)
- LG Hannover (seit 2010)